# Tengen Toppa Gurren-Lagann
Tengen Toppa Gurren Lagann (天元突破グレンラガン, Tengen Toppa Guren Ragan, traduzindo literalmente para português: "Ultrapassando os céus com gurren-lagann) é uma série de anime japonesa. Conta a história de uma humanidade futurista, ou em uma dimensão alternativa, onde os poucos humanos existentes vivem no subterrâneo. Foi produzida pela GAINAX, a mesma que criou os influentes FLCL e Neon Genesis Evangelion.
A séria lançou 27 episódios na TV Tokyo, entre 1 de abril e 30 de setembro de 2007. É dirigida e escrita por Kazuki Nakashima, e tem sido desenvolvido desde a participação do animador famoso no Abenobashi. O anime ganhou vários prêmios no Tokyo International Anime Fair  e no Japan Media Arts Festivals.
Licenciamento para uma versão norte-americana de Gurren Lagann foi anunciada pelo ADV Films em AnimeExpo 2007 em 30 de Junho de 2007, no entanto, após um afastamento inexplicável do catálogo ADV's (apesar de ter tido terminar os cinco primeiros episódios), Bandai Entertainment anunciou que detinha a licença em Nova York Comic Con de 2008. Foi também anunciado para uma versão do Reino Unido pela ADV Films em AmeCon de 2007, contudo, com AmeCon 2008 Beez Entertainment anunciou que eles tinham os direitos de distribuição do Reino Unido em seu lugar. Foi também anunciado pela ADV Films Alemanha para um lançamento de verão 2008. O Sci Fi Channel adquiriu os direitos de transmissão de Gurren Lagann, e começou a exibir o anime em 28 de Julho de 2008..
O mangá recebeu adaptação e começou na MediaWorks Dengeki Comic Gao! em 27 de abril de 2007, mas passaram para ASCII Media Works Manga Dengeki Daioh em 21 de abril de 2008, devido à antiga sendo interrompido em 27 de fevereiro de 2008. Bandai Entertainment licenciou o mangá e será liberá-lo em Inglês na América do Norte. Uma série de Light Novels  também foi criada e será publicado pela Shogakukan. O jogo baseado na série, para a Nintendo DS, foi lançado em Outubro de 2007, junto com um episódio especial da série de anime. Dois filmes foram produzidos: o primeiro estreando nos cinemas japoneses em 6 de Setembro de 2008; o a segunda estreando em 25 de Abril de 2009.

## Personagens
Simon é um garoto jovem. Sua idade não é revelada no animê e nem no mangá, mas pode-se deduzir que ele tenha algo entre 12 e 14 anos. Ele vivia no vilarejo subterrâneo de Jeeha (Ou Jiha), onde seu trabalho era passar os dias escavando usando uma espécie de furadeira cõnica, como as de desenhos animados, para expandir a vila. Os melhores escavadores ganham carne de primeira do líder da vila, mas o próprio Simon diz que não trabalha pela carne, ele escava por causa dos tesouros que acha, e um desses tesouros não muda somente a sua vida, mas o Universo inteiro. Seu melhor amigo é Kamina.
Kamina é o jovem hiperativo, baderneiro e comumente chamado de delinquente pelos outros habitantes de Jeeha. É o líder da Brigada Gurren (Guren-dan), contando com a ajuda de mais três garotos. Seu maior sonho é ultrapassar o teto da vila, onde a suposta superfície existe (por mais que todos neguem esse fato), e ele diz que já foi para lá com seu pai quando era apenas uma criança. Em sua última armação, acabou colocando Simon no meio da confusão, pois iria fazer uso de sua furadeira para abrir o teto da vila, que resultou em todos serem presos. Apesar de jeito interesseiro, Kamina não considera Simon uma ferramente, mas um irmão. Logo em sua primeira aparição, Kamina corrige Simon, que insiste em chamá-lo por seu nome, e diz que o correto é Aniki (grande irmão).
Yoko Vinda da vila vizinha à Jeeha, Littner (ou Ritona), Yoko é uma garota da mesma idade de Kamina, aparentemente. É muito bonita, com cabelo ruivo comprido, e muito sensual, com partes bem avantajadas. Traja apenas short e a parte superior de um biquíni, mas é muito tímida em certos momentos, dizendo que usa a roupa curta apenas para ter mais mobilidade. Sua arma é um rifle do estilo da Segunda Guerra, que é movido a eletricidade, podendo atirar tanto balas de energia como flechas. É inteligente, e consequentemente, se apaixona perdidamente por Kamina, apesar de negar.
Leeron: Conhecido por ser um dos personagens mais cômicos. Homossexual assumido, Leeron é escandaloso, paquerador, porém muito inteligente. Dominou a língua e gramática antigas, e é expert em armas. Muito respeitado por Yoko, Simon e todos da vila Littner, exceto por Kamina, na qual ele vive dando investidas amorosas. Após algum tempo, começa a amedrontar o pequeno Gimmy.
Kittan, Kiyoh, Kinon e Kiyal Bachika São um quarteto de irmãos conhecidos como "A irmandade negra", e caçam os homens-fera. Kittan é agressivo e agitado, tal qual Kamina, o que faz se tornarem rivais. Kiyoh é a irmã mais velha, sensual como Yoko, e gentil. Kinon é a irmã do meio, muito tímida e inteligente, se torna operadora do Dai-Gurren, e Kiyal é a mais nova, em torno da idade de Simon, muito agitada, bem-humorada e com um toque pervertido. Após algum tempo, Kittan se separa de suas irmãs e consegue seu Ganmen, King Kittan.
Rossiu, Gimmy e Darry São os três moradores da vila Adai. Rossiu é um garoto muito religioso e rígido, sempre criticando Kamina e Yoko por suas roupas. Apesar disso, acredita um pouco na filosofia de Kamina de "superar o impossível e decolar com o momento", e aprende a pilotar o Gurren-Lagann. Gimmy e Darry são um casal de irmãos gêmeos. Gimmy é um garoto agitado, e que não pára quieto, já Darry quase nunca fala quando criança, sempre abraçada com seu ursinho de pelúcia. Quando crescem, se tornam grandes pilotos.
Viral e os Homens-fera Viral é o comandante do exército de exterminação humana, especializada, obviamente, em eliminar os seres humanos que se arriscam na superfície. Seu Ganmen é Enki, um Ganmen ágil e poderoso, que pode lançar um raio de energia da cabeça. Sua segunda versão é Enkidu, que troca o raio de energia por uma lâmina semelhante à de Ultraman, e a última versão é Enkidudu, com quatro braços e quatro espadas, todas foram derrotadas por Gurren-Lagann. Os homens-fera são criaturas que vivem na superfície e pilotam os Ganmen. São controlados por quatro generais: Adiane, Thymilph, Guame e Cytomander, cada um com seu Ganmen especial em um elemento.
Nia e o Rei Espiral Nia Teppelin é uma garota encontrada por Simon em uma caixa. Assim que acorda, ela não sabe onde está e nem como chegou lá, e se impressiona ao ver que Simon é parecido com ela, por ela ter convivido todos esses anos entre os homens-fera. Após alguns episódios, é revelado que ela é filha do Rei Espiral, Lord Genome Teppelin. Ela é muito inocente, gentil, delicada e bem-humorada, ao contrário de seu pai, que é cruel, carrancudo e odeia tudo e todos.
O AntiEspiral É o verdadeiro vilão de Tengen Toppa Gurren-Lagann. Ele é a materialização de todos os habitantes de um planeta em uma "forma feia", como ele mesmo diz. Os habitantes daquele planeta descobriram o perigo da Energia Espiral, uma energia que reside dentro de qualquer ser que acredite em si mesmo, e selaram sua evolução. Han-Rasen, como é conhecido, é dado como Deus na série, por poder controlar o tempo, espaço, e até mesmo as estatísticas e probabilidades. O único sentimento visto por ele durante a série é o repúdio para com os humanos.

## Primeiro Arco: "Perfure os céus com sua furadeira!"
O primeiro arco vai do episódio 1 até o 8, e conta a história de Simon, que acha durante suas escavações um tesouro diferente, um colar em forma de furadeira. Um Ganmen, que é um robô num formato cômico, sendo composto apenas de cabeça, braços e pernas, ataca a vila Jeeha, e então Yoko surge, combatendo o "monstro". Simon leva Kamina e Yoko até uma "grande face", que se revela um Ganmen em miniatura, para humanos. Kamina o batiza de "Lagann", e Simon o pilota.
A série segue adiante mostrando a jornada deles em busca do ponto de retorno dos homens-fera, para eliminar seu líder misterioso até então. No último episódio do arco, o "Adeus, amigos", Simon e Kamina conseguem invadir o Daizangan, Ganmen gigante que guardava todos os Ganmen dos homens-fera. Lá também eles usam o ataque assinatura da série, o Giga Drill Breaker, mas infelizmente, por um ataque-surpresa, Kamina falece logo após a conquista do Ganmen gigante. Após isso, uma fase depressiva entra em ação na série, e é o segundo arco.

## Segundo Arco: "A Princesa Espiral"
Logo após a morte de Kamina, Simon se mostra um garoto depressivo, com apenas um motivo para viver: Se vingar de todos os homens-fera pela morte de seu melhor amigo. Ele se torna muito agressivo até mesmo com seus amigos da Brigada Gurren (Depois nomeada Grande Brigada Gurren por Kamina), questionando Rossiu sobre "aonde seu Deus estava quando o Aniki precisou".
É também nesse arco que Simon conhece Nia, a filha do Rei Espiral. Ela fora expulsa por seu pai da Capital Teppelin após ter questionado sobre seu nascimento, e então a vingança dos três generais pela morte de Thymilph se inicia, e uma guerra entre a Grande Brigada Gurren e os homens-fera começa, até sua chegada na Capital Teppelin.
Simon tem uma luta brutal com o Rei Espiral, que primeiro usa a própria Capital como um Ganmen gigante, mas com a ajuda de todos os membros da Brigada, Simon consegue chegar até o Rei, que o esperava. Ele então revela seu verdadeiro Ganmen: Razengan, um Ganmen negro capaz de lançar furadeiras extensíveis, inutilizando o corpo de Gurren-Lagann. Simon, usando apenas Lagann, volta à luta, e consegue destruir Razengan, e então o Rei Espiral salta da cabeça de seu Ganmen, e ataca Simon e Nia com suas próprias mãos. Nia acorda um pouco depois, e vê o Rei Espiral destruindo os restantes de Lagann e batendo em Simon. Ele ergue Simon pela cabeça, e o mande de volta para o buraco de onde ele entrou, e então Simon crava sua chave-furadeira no peito do Rei, dizendo que ele é "Simon, o escavador", e que não desistiria de um amanhã, e gira a chave. Uma explosão de luz invade todo o campo de batalha, e os Ganmen inimigos param. O Rei Espiral ressurge com um buraco gigante no peito, e diz que "quando um milhão de macacos pelados povoarem o planeta, a Lua se tornará a mensageira do Inferno". Simon faz os destroços de Lagann se fundirem ao Gurren, e o sistema de regeneração se ativa, e Simon, Nia e Rossiu retornam seguros e vitoriosos. Nia e Simon começam a namorar.

## Terceiro Arco: "Você não sabe de nada!"
Sete anos se passaram. O mundo agora está livre do Rei Espiral. Simon é o governante supremo de Kamina City, uma cidade erguida no lugar onde era a Capital Teppelin, Rossiu é seu vice-comandante, e os antigos membros da Brigada Gurren agora são ministros. É nesse contexto que Simon pede Nia em casamento, o que gera uma cena cômica, ao Simon dizer que gostaria que ele e Nia fossem "um só" a partir daquele momento, e então Nia nega o pedido de casamento, dizendo que é impossível duas pessoas sendo um só, abusando de sua inocência quase infantil.
Kiyoh, a irmã de Kittan e Dayakka, antigo líder da vila Littner se casam, e nasce a pequena Anne, a habitante número um milhão da Terra. Nesse exato momento, seres estranhos surgem no meio da cidade, e começam a destruir tudo. Os Grapals, Ganmens mais modernos baseados no Gurren-Lagann parecem não funcionar contra os Mugan (sem-face), e então Simon volta à ação. Apenas armas espirais podem destruir os Mugan, mas isso tem seu preço: Os Mugans se dividem em milhares de blocos explosivos, destruindo a cidade. A população se rebela contra a Brigada Gurren, dizendo que aquilo é culpa deles, e então Rossiu, numa atitude desesperada, prende Simon e o condena à morte. Durante esse tempo, Leeron e os cientistas descobrem que a Lua saiu de sua órbita normal e está vindo na direção da Terra. Rossiu acessa os arquivos da Capital com a ajuda do computador biológio Genome, que nada mais é que a cabeça de Lord Genome recriada em laboratório, e descobre uma nave gigantesca no subsolo da cidade. Ele abriga 360,000 dos um milhão de habitantes, e eles partem para o espaço. Leite, uma cientista de Ganmens, reconstrói os antigos Ganmens de Kittan e os outros membros, que lutam contra os Mugan. Na cadeia, Simon reecontra Viral, agora em um estado deplorável, e muito mais agressivo. Viral revela que antes da queda de Teppelin, ele pediu um corpo especial ao Rei Espiral, e agora ele era imortal e poderia se regenerar de qualquer ferimento, provando isso ao cicatrizar instantaneamente um ferimento feito por outro homem-fera. Simon e Viral lutam dentro da cadeia, e então são colocados na solitária. Nia, agora em sua forma maligna aparece para Simon na cadeia, e Viral implora por seu perdão. Nia diz que o caminho da humanidade é o desespero e a morte, e desaparece. Logo em seguida Yoko surge, libertando Simon. Ela estava trabalhando como professora sob o codinome de Yomako em uma ilha, e retornou assim que soube que o mundo estava em perigo. Simon pergunta se Viral quer ajudar, e o imortal concorda, afinal, aquele era seu mundo, também. Assim, Viral toma o lugar de Kamina na cabine Gurren de Gurren-Lagann, e eles vão para o espaço atrás de Arc-Gurren, a nave gigantesca levando parte da humanidade. Rossiu diz que eles não poderão retornar à Terra por um ano, que é o tempo que durará os efeitos da colisão com a Lua. E assim se inicia o último arco.

## Quarto Arco: "Todas as luzes no céu são estrelas"
Simon, Viral, Kittan e os outros partem em direção do espaço com seus Ganmens, e encontram Arc-Gurren preso em uma emboscada dos Mugan, e tentam ajudá-lo, mas Gurren-Lagann acaba preso em outro cluster de Mugans. Simon, desesperado, diz que eles sempre deram um jeito de sair de todos os problemas, e usa sua Energia Espiral. As pernas de Gurren-Lagann se tornam uma furadeira gigante, que colide com o nariz da nave Arc-Gurren. Os tripulantes da nave ficam alardeados sem entender nada, e então Simon diz que irá se combinar com a nave. Leeron ativa o sistema Espiral, e Arc-Gurren é convertido num grande robô de proporções titânicas, pilotado pelo Gurren-Lagann. É a "Fusão de Destinos", Arc Gurren-Lagann, que por curiosidade, é o único Ganmen da série que não usa furadeiras como armas, mas sim seus punhos. Usando seu ataque, o Burst Spinning Punch, Arc Gurren-Lagann lança o Mugan gigante espaço afora, quebrando a barreira do espaço conhecida como "teto do Universo", mas ainda havia a Lua caindo.
Num grande esforço, Simon ordena que todos os Ganmens e Grapearls tentem segurar a Lua, usando também o Arc Gurren-Lagann, agora pilotado por Gimi e Dari. Usando o Gurren-Lagann, Simon e Viral entram na lua, que Lord Genome diz ser o seu maior tesouro de guerra de mil anos antes. Após intermináveis túneis, Gurren-Lagann encontra uma entrada semelhante à qual Simon ativa Gurren-Lagann com sua chave-broca. Gurren-Lagann usa a Giga Drill para abrir, mas Nia intervem. Simon discute com ela, e diz que a ama. Nia hesita, e então vai embora. A Giga Drill Core é colocada na abertura, e um sistema é ativado dentro da Lua, que começa a mudar de forma e se transforma numa nave com proporções maiores do que um planeta, a Cathedral Terra, rebatizada logo em seguida de Chouginga Dai-Gurren (Grande Gurren Super-Galáctico). E então os humanos em Arc-Gurren retornam para a Terra, e a Brigada Gurren parte em direção do desconhecido.
Eles enfrentam outra forma de Mugan, feito de faces, mãos e pés flutuantes com faces aterrorizadas, que afundam eles no Grande Mar Espiral. Lá, eles descobrem que há uma máquina chamada Máquina da Morte Espiral criando um fluxo de energia espiral negativa que causa uma pressão tão forte que mataria a todos ali em poucos segundos. Kittan se oferece para destruir a máquina, mas todos contestam, dizendo que aquilo é suicídio. Kittan, então, beija Yoko e pede perdão por seu egoísmo, partindo com uma furadeira de Gurren-Lagann. Ele abre a barreira de energia, e então a pressão começa a destruir o Space King Kittan. O Ganmen Espacial explode, e todos acham que Kittan morreu, quando o King Kittan original surge, com a furadeira de Gurren-Lagann. Kittan diz que não irá embora dizendo "adeus, companheiros", como Kamina fez, e usa sua energia espiral, criando o King Kittan Giga Drill Break, um ataque de furadeira tão grande quanto o de Simon, destruindo a máquina e seu corpo, consequentemente. Suas últimas palavras foram "Energia Espiral, hein... Ela é realmente alguma coisa...", e então o mar espiral se converte em energia espiral pura, absorvida pelo Chouginga Dai-Gurren. Simon diz para Viral que eles irão fazer a transformação, e Chouginga Dai-Gurren é convertido em Chouginga Gurren-Lagann. Os óculos de Simon mudam para primeiro óculos idênticos aos de Kamina, e logo em seguida, em formato de estrela. Chouginga Gurren-Lagann destrói todos os inimigos com a Chouginga Giga Drill Break, e parte em direção do AntiEspiral.
Durante essa viagem, eles são pegos pelo AntiEspiral, e caem em universos paralelos. Simon se vê criança novamente, agindo como ladrão ao lado de Kamina. Esse Kamina é um grande covarde, e então Simon encontra o espírito do Kamina real, que lhe pergunta qual ele gosta mais. Simon hesita, e então dá um soco no Kamina Alternativo, abrindo o caixão de Nia no qual Kamina estava sentado. Ele olha para Kamina, que se mostra indignado ao ver que Simon está mais alto que ele. Simon se transforma em Gurren-Lagann, e parte pelos universos paralelos, salvando Viral, que agora se via casado, Yoko, que ia se casar com Kittan, Genome, e os outros, indo em direção de sua amada.
Enquanto isso, AntiEspiral está retirando os dados sobre os humanos do corpo de Nia, lhe causando dor e sofrimento. Ela diz que não desistirá de ter esperanças sobre Simon, e logo em seguida sua aliança de noivado brilha, por onde Gurren-Lagann surge. Nia cai das presas de AntiEspiral, e Simon a salva. Gurren-Lagann libera treze furadeiras, onde os membros sobreviventes da aventura espacial surgem. O AntiEspiral diz que é impossível. Simon diz que "não importa quantas dimensões, universos ou espaços paralelos o Anti-Espiral use", eles são a Brigada Gurren, e nada pode detê-los. Nisso, se inicia um processo de fusão com a galáxia. Surge Arc Gurren-Lagann, Chouginga Gurren-Lagann, e então, emerge da galáxia o Tengen Toppa Gurren-Lagann, um Ganmen gigantesco, maior que galáxias inteiras. O AntiEspiral diz que vai lutar de igual para igual, e cria o Grand Zamboa, um Ganmen semelhante ao Tengen Toppa. Uma luta se inicia, e todos seres vivos de vários planetas presenciam a luta, projetada em seus céus. Han-Rasen usa seu ataque final, o Ultimate Big-Bang Storm, e tenta destruir todos de uma vez. A humanidade acredita que Simon não falhará, e então Lord Genome interfere, agora com seu corpo reconstruído, e materializa um Lazengann gigante, usando seu ataque Overload, no qual ele absorve a energia do ataque do AntiEspiral, e se transforma numa furadeira gigante. Ele ordena que Simon faça Tengen Toppa engolir aquela energia, e então várias furadeiras surgem em seu corpo. Simon diz que todo o Universo depende da Brigada Gurren, e inicia uma luta de furadeiras contra Han-Rasen. Logo em seguida, os dois dão uma estocada fatal ao mesmo tempo, explodindo Tengen Toppa. De dentro dele salta o Chouginga, que é preso, libertando Arc, que também é pego, e por fim, Gurren-Lagann ataca. Viral arranca Lagann do topo, e o atira na direção do AntiEspiral. Lagann é quase destruído, e então usa seu último ataque, "Lagann Impact", e atravessa o peito do AntiEspiral, que diz que agora o Universo é responsabilidade de Simon e os humanos. Simon diz que cuidará de tudo sem problemas, e então Han-Rasen explode, levando seu universo alternativo consigo. Todos voltam para a Terra, e lá, Simon e Nia se casam. Após o beijo, Nia se desfaz em luz, já que ela também era uma AntiEspiral, e assim que Han-Rasen morreu, ela morria mais cedo ou mais tarde. Simon pega seu casaco, e dá adeus aos seus amigos, entregando a chave-broca para Gimmy, dizendo que ele e Darry continuarão seu legado. Ele parte, e não volta nunca mais.

## Epílogo
20 anos depois, Rossiu se tornou o presidente da confederação da Terra, visando acordos pacíficos em outras galáxias. Yoko é a diretora de uma escola, Gimmy e Darry são os líderes da Brigada Gurren, e Simon é um andarilho sem identidade, apenas vivendo como um contador de histórias. Viral é o piloto das naves que partem para outras galáxias, e o único que não sofreu os efeitos do tempo, por ser imortal.

## Extras
A série também conta com dois filmes, Gurren-Hen, que conta a história do começo até antes da batalha contra Lord Genome, e Lagann-Hen, que mostra o final da história, com um Ganmen exclusivo, o Chou Tengen Toppa Gurren-Lagann, que é cem vezes maior que o Tengen Toppa e é uma espécie de Simon gigante feito de energia. Outra mudança é que não é Lagann que dá o golpe final em Han-Rasen, mas sim Simon, após uma luta de socos e chutes contra o vilão, seu braço se converte numa furadeira, e ele o mata definitivamente.
Tengen Toppa Gurren-Lagann também tem um jogo para Nintendo DS, que não é muito conhecido, mas é severamente criticado pela péssima jogabilidade.
Veja um pouco sobre Tengen Toppa:

### Terminologia
Beastmen
São criados e clonados por Lordgenome para lutar pilotando os Ganmen. Os numerosos animais no planeta não possuem experiências, portanto, falta-lhes a inteligência que os Beastmens possuem. Beastmen e muitos outros animais encontrados no planeta não podem reproduzir, e em vez disso, multiplicam-se através da clonagem.
 Gunman  (ガン メン)
São robôs gigantes usados na série. Os Gunman possuem uma variedade de armas: os modelos primitivos usam as mãos, enquanto as unidades avançadas usam armas de feixe. Os Gunman alimentados pela Spiral Energy inerentes ao DNA dos seres humanos e mais poderosos do que aqueles pilotados por Beastmen. A emissora de voz dentro de cada Gunman está relacionada com a boca, fazendo parecer que ele está falando. Gurren Lagann também pode fazer várias expressões faciais.
Spiral Theme
Especialmente importante em toda a série. Não só é a base da força para os personagens principais e da humanidade, mas é apresentado como uma filosofia, caminho de vida e como um modelo de física. Lordgenome (cujo próprio nome contém a palavra genoma, referindo-se ao DNA e sua Spiral Double Helix) observa que esta é a ordem natural do universo para coordenar-se em um arranjo em Spiral. A estrutura Spiral Double Helix (hélice dupla) de DNA, representa a evolução biológica; e a estrutura Spiral da Galáxia, representa a evolução universal . Os 4 generais de Lord Genome também possuem seus nomes derivados dos quatro ácidos nucleares de DNA: Adenina, Timina, Citocinas e Guanina. Spiral Drill (perfuração) de Simon é usado como um motivo para simbolizar o Spiral Theme ao longo da série. Ao mesmo tempo, o motivo da perfuração simboliza a força necessária para desafiar ou a perfuração através de obstáculos difíceis.
Da mesma forma que um Spiral Logarithmic aumenta de tamanho a cada curva sucessivas, o âmbito da história de Gurren Lagann e da escala de Mecha crescem em etapas sucessivas e a série progride. Até o final da série, o maior mecanismo, o Tengen Toppa Gurren-Lagann, contém todas as interações menores de Gurren-Lagann aninhado como uma Boneca Daruma ou Boneca Matryoshka, o que reflete a forma como as curvas de uma Spiral cresce em tamanho, mas mantém a mesma forma.
Spiral Energy
É o poder de evolução, gerados por seres capazes de fazê-lo, como humanos e outros DNA animais de base, cuja estrutura molecular lhes permite ficar mais forte através das gerações. Spiral Energy é o que liga os seres em Spiral com o universo. Beastmen, como eles não se reproduzem naturalmente, não podem evoluir, portanto, são incapazes de produzir Spiral Energy. A quantidade de energia produzida em Spiral por um indivíduo pode variar e se baseia não apenas em suas próprias limitações, mas também a sua vontade imediata para sobreviver e perseverar. Spiral Energy tem infinitos potenciais e aplicações que tem sido conhecido para regenerar e crescer novas partes de máquinas para a escala galática, e até mesmo criar túneis através do espaço-tempo. Uma das suas aplicações mais prevalentes na série é em armamento: Spiral avançado fornece munição fenomenal e poder de parada, fazendo uma espingarda simples, capaz de danificar um Mugann, enquanto Spiral ogivas com feixes de energia demonstram poder de destruição muito superiores às armas nucleares.
Spiral Energy é indicado especificamente para desafiar a lei de Conservação da massa-energia, que além de explicar a criação de massa, que é praticamente constante durante as batalhas, também traz perigo se Spiral Energy é usado demais. Denominado Spiral Nemesis pela AntiSpiral, muitos Spiral Energy podem fazer com que todos do espaço-tempo entrem em colapso em um buraco negro.
AntiEspirais
Antes eram uma determinada raça que evoluiu o suficiente para se expandir e prosperar através das estrelas e através do uso de sua Spiral Energy. No entanto, a descoberta desta evolução ilimitada poderia um dia levar à destruição de todo o espaço-tempo, um evento que se chama de "Spiral Nemesis". Assim, eles abandonaram o uso da energia em Spiral e selaram seus corpos em seu planeta natal, cessando a evoluir, e chamando-se os AntiEspirais. Como o nome indica, também agiu para reprimir outras civilizações que utilizaram Spiral Energy, temendo que eles também poderiam se tornar uma ameaça para o universo se não forem combatidos. Desde que Spiral Energy vem da vontade de seus usuários, o AntiEspirais tendem a empregar táticas especificamente concebidos para provocar o medo, desespero e desesperança em seus inimigos. O AntiEspirais também tendem a poupar os seus inimigos, mas deixam para trás uma "defesa" automatizada que ativa os sistemas de ataque quando uma civilização Spiral cresce muito.

### Anime
Produzido pelo estúdio de animação GAINAX e dirigida por Hiroyuki Imaishi, Gurren Lagann foi exibido na TV Tokyo entre 1 de abril e 30 de setembro de 2007. O anime tem 27 episódios, além de duas especiais.
A versão em Inglês havia sido previamente licenciada pela ADV Films, mas, mais tarde, foi adquirida pela Bandai Entertainment. A versão legendada só foi lançado em 3 volumes em Julho de 2008, e a versão dublada em 2 volumes lançado em 18 de Novembro de 2008 chamado de "Gurren Lagann Set 01".

### Mangá
O mangá Tengen Toppa Gurren Lagann, ilustrado por Kotaro Mori, começou na revista Shonen Dengeki Comic Gao ! em 27 de Abril de 2007, publicado pela MediaWorks. O mangá terminou em 27 de Fevereiro de 2008, na Dengeki Comic Gao!, quando a revista foi interrompida, mas continuou na revista de mangás ASCII Media Works na Dengeki Daioh em 21 de Abril, 2008. O primeiro volume foi lançado em 27 de Setembro de 2007 no Japão, contendo os cinco primeiros capítulos, publicado pela ASCII Media Works, e o segundo volume foi em 27 de Março de 2008. A Bandai Entertainment licenciou o mangá e será liberado em Inglês na América do Norte. A história do mangá segue o mesmo enredo do anime, no entanto, existem várias alterações no layout de eventos, e a adição de backstories que, essencialmente, preenche as lacunas do anime, como a relação entre Dayakka e Kiyoh.
Um spin-off do manga intitulado Tengen Toppa Gurren Lagann: Gurren Gakuen-hen (天元 突破 グレンラガン - 红莲 学园 篇 -) foi iniciado pela Comp Ace em 26 de Agosto, 2008. O mangá tem personagens da história original que são colocados em uma escola em um mundo paralelo. No mangá, Simon atende a Academia Dai-Gurren (ダイグレン 学園, Dai Guren Gakuen) com o seu amigo Kamina e sua amiga de infância Yoko. Simon, que mora em um prédio degradado, desejando uma vida normal, conhece a misteriosa Nia um dia, quando ela tropeça escada abaixo. Ela imediatamente começa a gostar de Simon e declara-lhe marido. Kamina encontra outro "aniki" em Nia, que divide seu estilo de sangue quente. Ela se matricula na Academia Dai-Gurren, e todos os três precisam lidar com a ameaça de estudantes da Academia Teppelin, que desejam trazer Nia de volta a seu pai. Outro spin-off do mangá intitulado Tengen Toppa Gurren Lagann 4-koma Kingdom: Yoko no Oheso-hen (天元 突破 グレンラガン 4 コマ UNIDO ヨーコ の お ヘソ 編, Tengen Toppa Gurren Lagann 4-panel Kingdom: Yoko's Belly Button Chapter) começou a ser publicado por Futabasha em 2008 como uma compilação de várias histórias curtas. Atualmente publicado pela Nova Sampa no Brasil.

### Video Games
Um jogo foi desenvolvido pela Konami chamada Tengen Toppa Gurren Lagann Chōzetsu Hakkutsu ONLINE (天元 突破 グレンラガン 超絶 発掘 ONLINE, literalmente "Tengen Toppa Gurren Lagann: Superior Escavação Online"). No jogo, o jogador assume o papel de um furador. Há uma loja para comprar brocas, onde o lojista é um personagem original chamado Asaki. O jogador também pode coletar cartões comerciais digitais. O jogo foi cancelado, pois causava "crashes" indefinidamente no Windows,então a Konami teve que mandar HDs externos de 500GB para os usuários beta, para que pudessem fazer backup de arquivos enquanto reinstalavam seus sistemas operacionais.
Logo depois, um jogo para Nintendo DS foi lançado em 25 de Outubro de 2007, não só com os personagens da série, mas contendo também um episódio especial nas primeiras fases da história como um bônus de pré-ordem.

### Filmes
Um filme de animação intitulado Gurren Lagann The Movie: Childhood's End (劇場 版 天元 突破 グレンラガン 紅蓮 篇, Gekijōban Tengen Toppa Guren Guren Hen Ragan, Tengen Toppa Gurren Lagann The Movie: The Crimson Lotus capítulo » '), mais uma vez dirigida por Hiroyuki Imaishi, e escrito por Kazuki Nakashima, foi produzido por GAINAX e lançado em 6 de Setembro de 2008 nos cinemas japoneses e o DVD foi lançado em 22 de Abril, 2009. O filme é uma compilação dos eventos do primeiro arco da série (episódios de um a quinze), com cerca de 20 minutos de cenas recém animados. Em conjunto com o lançamento do filme, Gainax lançou séries de vídeos de música intitulado Obras Gurren Lagann Parallel que contém histórias alternativas de Gurren Lagann e conjunto de canções da trilha sonora original. O filme teve seu primeiro lançamento oficial em Inglês no cinema Viz Pictures em San Francisco, Califórnia, 8 de setembro de 2009. Um segundo filme, Gurren Lagann The Movie: The Lights in the Sky are Stars (劇場 版 天元 突破 グレンラガン 螺 巌 篇, Gekijōban Tengen Toppa Guren Hen Ragan Ragan, Tengen Toppa Gurren Lagann The Movie : A Pedra Spiral capítulo) foi lançado nos cinemas japoneses em 25 de Abril de 2009. O DVD japonês de The Lights in the Sky are Stars foi lançado em 27 de janeiro de 2010.

### Música
Quatro músicas tema são usados para os episódios, um tema de abertura e três temas de encerramento. O tema de abertura é "Sorairo Days" (空色 デイズ, Sorairo Deizu) de Shoko Nakagawa. A partir do episódio 17, o segundo verso e o refrão foram utilizados, em comparação com o primeiro verso e o refrão usados nos episódios anteriores.
Tengen Toppa Gurren Lagann Song Character foi lançado em 25 de julho de 2007 por Aniplex, incluindo a voz do elenco principal, como Tetsuya Kakihara (Simon), Katsuyuki Konishi (Kamina) e Marina Inoue (Yoko). Além disso, vários álbuns de compilações de música foram libertados, a maioria composta por fundo musical.
Nos filmes, as músicas-tema foram cantadas por Shoko Nakagawa: "Tsuzuku Sekai" (続く 世界, "Continuando World") para Childhood's End e "Namida no Tane , Egao no Hana " (涙 の 種, 笑顔 の 花, Sementes de lágrimas, Flor do Smiles") para The Lights in the Sky are Star. Taku Iwasaki compôs os filmes.

## Recepção

### Recepção Crítica
Gurren Lagann tem recebido elogios da crítica universal, desde o seu lançamento. Anime News Network deu Gurren Lagann uma faixa 'raking A', com revisor Theron Martin descrevendo-o como "uma das mais animadas série da década". Anime News Network também gravou a versão dublada do primeiro volume de raking A. IGN deu à série uma pontuação de 9,7 em 10, com revisor Ramsey Isler descrevendo-a como "uma história inspiradora" e concluindo que "em geral, que tenha êxito em ser um grande conto do espírito indomável de pessoas determinadas."  Anime Ordem Mundial também deu uma série de revisões positivas, notando que se tornou um dos mais populares animes Mecha na internet. Revisores descreveram como sendo, devido ao seu apelo cruzamento entre diferentes públicos que não costumam assistir anime robô gigante, uma combinação de aspectos de vários estilos diferentes de anime, incluindo elementos do gênero Super Robot, Real Robot, Shonen, Shōjo, Seinen e Josei.
THEM Anime Reviews deu a pontuação 4 de 5 estrelas, com revisor Tim Jones descrevendo-o como "Quase cinco estrelas", e afirmando que "é cheio de gêneros como ficção, ação, comédia, drama, aventura, e ficção científica."  Anime Network UK deu o primeiro terço da série uma pontuação de 8 / 10, com revisor Ross Liversidge observando que a partir do episódio 7, "o anime se torna muito mais emocionante", e conclui que é uma versão de "alta qualidade" e "divertido, série como o gorducho que se destaca na multidão". Na revisão website Mania.com, revisor Chris Beveridge deu aos primeiros dois terços da série um completo grau "A". Ele descreveu o primeiro terço como "caótico, mágico e envolvente", e em seguida, descreveu o segundo terço tão cativante ", com ideias não-narrativas padrão para uma série de anime" e concluiu que era "divertido, emocionante, imprevisível e cheio de mensagens positivas, mas feito sem qualquer pregação séria ".

### Prêmios
O Gurren Lagann recebeu um Prêmio de Excelência em 2007 Japan Media Arts Festival. O diretor Hiroyuki Imaishi recebeu um prêmio individual de "Personal Best" no dia 12 Animation Kobe Festival do mesmo ano por seu trabalho na série.
Em 2008, durante o 7o anual Tokyo Anime Awards realizada no Tokyo International Anime Fair,Gurren Lagann ganhou a "melhor produção" Televisão de adjudicação. Além disso, o "Best Character Design Award" foi entregue ao designer de personagens Atsushi Nishigori por seu trabalho sobre o anime.

### Cultura Popular
Influências e referências a Gurren Lagann pode ser encontrada em diversas áreas do recente cultura popular, variando de japonês, anime e jogos, os quadrinhos norte-americanos e as animações, a política na Europa, etc. Durante um debate político sobre se os britânicos União Bandeira devem ser atualizado, incorporando os Galês Dragon, The Daily Telegraph jornal promoveu um concurso para os leitores a apresentar seus projetos e outros leitores têm voto para o desenho vencedor. Em 11 de dezembro de 2007, a Gurren Lagann  design baseado apresentados da Noruega ganhou O concurso Telegraph Daily, vencendo por uma margem de 55% dos votos. Gurren Lagann teve uma influência sobre o Transformers, com os criadores de Transformers Animated citando-o como uma inspiração. O diretor de arte e designer de personagens Derrick Wyatt confirmou que os criadores "se inspiraram" pelo desde então, especialmente durante a segunda e terceira temporadas deTransformers Animated.
O Mecha Gurren fez uma aparição em uma emissão de DC Comics Countdown to Final Crisis, aparecendo como um Lanterna Verde, construção de Kyle Rayner. O quinto episódio da série de anime 2010 Baka para testar a Shōkanjū faz uma referência ao Gurren Lagann quando o protagonista Yoshi fala "Pierce the heavens, Problem Breaker" e joga o lápis como um broca. A influência de Gurren Lagann pode ser visto também no design dos personagens de Capcom próximo jogo de aventura, Ghost Trick.
League of Legends, um jogo no estilo MOBA com milhões de jogadores pelo mundo, também faz uma referência a Gurren Lagann em uma Skin do personagem "Rumble" , espécie de alteração de visual, skin chamada de Rumble Supergalático, para um dos seus Campeões jogáveis, com várias falas referentes às falas dos protagonistas do anime.